# هيثر دي ليسلي
هيثر دي ليسلي (بالإنجليزية: Heather De Lisle)‏ هي مقدمة تلفزيونية وصحفية أمريكية، ولدت في 17 أغسطس 1976 في لنداشتول في ألمانيا.

## وصلات خارجية
- هيثر دي ليسلي على موقع IMDb (الإنجليزية)